# Kazimierz Dziewanowski
Kazimierz Dziewanowski, pseud. „Karol Jeż”, „Karol Grodkowski”, „Jan Kasprzyk” (wspólnie z Wiesławem Nowakowskim) (ur. 7 listopada 1930 w Warszawie, zm. 20 sierpnia 1998 w Piszu) – polski pisarz, dziennikarz, reportażysta, podróżnik i dyplomata.

## Życiorys

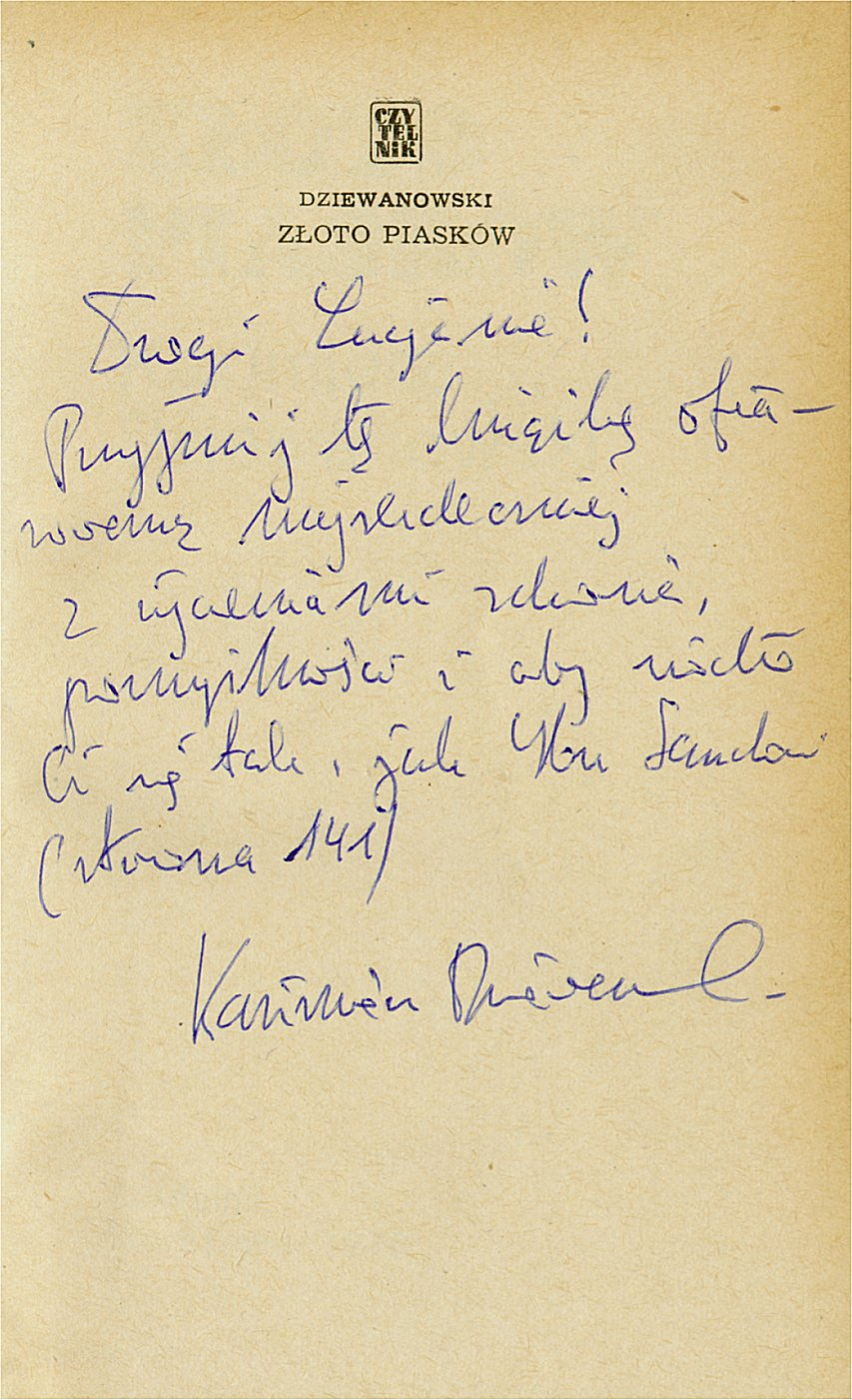
Dedykacja Kazimierza Dziewanowskiego dla Lucjana Wolanowskiego – współpracownika z redakcji tygodnika „Świat”. Warszawa, 1976 r.

Syn Kazimierza Dziewanowskiego i Krystyny z domu Rosé. Podczas II wojny światowej uczył się na tajnych kompletach Gimnazjum im. Jana Zamoyskiego w Warszawie, po wojnie także w gimnazjum w Konstancinie-Jeziornie. Ukończył Liceum im. Tadeusza Reytana (w filii mieszczącej się najpierw w Konstancinie, a od 1946 w Skolimowie). W 1946 r. zadebiutował jako dziennikarz na łamach pisma „Młoda Rzeczpospolita”. Od 1948 do 1954 r. pracował w redakcji pisma „Nowa Wieś”. Studiował w tym czasie na Wydziale Filologii Angielskiej i Wydziale Prawa Uniwersytetu Warszawskiego.
Od 1955 do 1967 r. członek redakcji tygodnika „Świat”. W 1961 r., wespół z Lechem Pijanowskim był współautorem scenariusza filmu fabularnego pt. Droga na Zachód (reż. Bohdan Poręba, Ryszard Ber), jednak wycofał swe nazwisko z czołówki filmu po nieuzgodnionych ingerencjach w ostateczną wersję scenariusza. W latach 1964–1970 pisywał recenzje do miesięcznika „Nowe Książki”. Od 1968 do 1974 r. pracował w dziale zagranicznym „Życia Warszawy”. W latach 1971–1972 publikował też reportaże zagraniczne w „Dookoła świata”. Od 1973 do 1981 członek redakcji pisma „Literatura”. W latach 1980–1981 działacz Komitetu Porozumiewawczego Środowisk Twórczych i Naukowych oraz Konwersatorium „Doświadczenie i Przyszłość”.
20 sierpnia 1980 roku podpisał apel 64 uczonych, pisarzy i publicystów do władz komunistycznych o podjęcie dialogu ze strajkującymi robotnikami. W sierpniu 1980 r. przebywał w Stoczni Gdańskiej podczas strajków robotniczych. W 1981 r. zastępca redaktora naczelnego „Tygodnika Solidarność”. Był także rzecznikiem prasowym Komitetu Organizacyjnego Kongresu Kultury Polskiej (jego obrady przerwało ogłoszenie stanu wojennego w Polsce 13 grudnia 1981 r.). Współredagował opozycyjne pismo drugoobiegowe „21”. Od 1983 r. współpracował z „Przeglądem Powszechnym”. Pod koniec lat 80. uczestniczył w pracach Komitetu Kultury Niezależnej.
Był członkiem komisji reform politycznych Komitetu Obywatelskiego przy Lechu Wałęsie. W 1989 r. brał udział w obradach „Okrągłego Stołu” po stronie opozycji demokratycznej (podzespół do spraw środków masowego przekazu). Autor słynnego w Polsce i Stanach Zjednoczonych, rozpoczynającego się od słów „My, Naród” (z pierwszych słów preambuły Konstytucji USA „We, The People”) tekstu wystąpienia Lecha Wałęsy w dniu 15 listopada 1989 roku w Kongresie USA.
Od 1990 do listopada 1993 r. był ambasadorem Polski w Stanach Zjednoczonych.
Od 1993 do 1998 r. współpracował, jako komentator, z dziennikiem „Rzeczpospolita” (m.in. rubryka „Zawsze w sobotę”).
Po jego śmierci, 21, 22 i 29 sierpnia 1998 r. na łamach „Rzeczpospolitej” ukazał się cykl tekstów wspomnieniowych (wśród autorów znaleźli się: Lech Wałęsa, Tadeusz Mazowiecki, Krzysztof Skubiszewski, Stefan Bratkowski, Wojciech Adamiecki, Jan Nowak-Jeziorański, Zbigniew Brzeziński i Janusz Onyszkiewicz).
Od 2002 r. w Stanach Zjednoczonych przyznawana jest (przez Polish Institute of Arts and Sciences of America oraz ambasadę polską w Waszyngtonie) Nagroda im. Kazimierza Dziewanowskiego.
Członek Związku Literatów Polskich (1969–1983, w latach 1978–1982 członek Zarządu Głównego i Prezydium Związku), Stowarzyszenia Pisarzy Polskich (1989–1998; współzałożyciel stowarzyszenia w 1989 r. i Członek Zarządu Głównego), Polskiego PEN Clubu (1988–1998) i Stowarzyszenia Euro-Atlantyckiego. Był jednym z Fundatorów „Fundacji Polska w Europie”.
Spoczywa na cmentarzu Powązkowskim w Warszawie (kwatera 283 wprost, rząd 1, grób 17).
Jego żona, Honorata Dziewanowska (zm. 2005), była redaktorką książek; córka, Krystyna Dziewanowska-Stefańczyk, także redaktorem (pracowała m.in. w wydawnictwie „Prószyński i S-ka”).

## Wyróżnienia i nagrody
- Nagroda im. Juliana Bruna (1955)
- Nagrody Polskiego Klubu Publicystów Międzynarodowych SDP (za książki: Archanioły i szakale 1966 i Złoto piasków 1977)
- Nagroda Alana Ayckbourna i Michaela Frayna (1987)
- Nagroda Dziennikarzy Niezależnych (1987)
- Nagroda Kulturalna Solidarności (1987, za książkę Złom żelazny, śmiech pokoleń)
- Nagroda im. Bolesława Prusa (za publikacje w „Przeglądzie Powszechnym”)
- Nagroda Polskiego PEN Clubu im. Ksawerego Pruszyńskiego (1989).

## Twórczość
- Świadek w kraju Kafki (reportaże; Iskry 1957)
- Mahomet i pułkownicy. Reportaż ze skrzyżowania wszystkich dróg świata (Iskry 1960, wydanie 2 uzupełnione: 1963; seria: „Świat się zmienia”)
- 5000 kilometrów przyszłości (reportaże; wespół z Aleksandrem Minkowskim; Iskry 1961; seria: „Świat się zmienia”)
- Reportaż o szkiełku i oku (sylwetki polskich uczonych; Iskry 1963, 1977)
- Skorpion w namiocie biurowym (reportaż; Książka i Wiedza 1964)
- Archanioły i szakale. Reportaż sprzed potopu (Iskry 1965, 1967; seria: „Naokoło świata”)
- Mój kolega czarownik (reportaże; Iskry 1967; seria: „Naokoło świata”)
- Kairskie ABC (przewodnik-reportaż; Iskry 1968, 1974)
- Księga zdziwień (reportaże; Iskry 1972)
- Ocalenie faraona Ramzesa (reportaże; Ruch 1972)
- Siedem miejsc osobliwych (reportaże; Krajowa Agencja Wydawnicza 1975)
- Złoto piasków (reportaże; Czytelnik 1976, 1978)
- Biblia i karabin (reportaże; Krajowa Agencja Wydawnicza 1979)
- Świat skarbów i tajemnic (książka dla młodzieży; Nasza Księgarnia 1978)
- Brzemię białego człowieka (tom I; Czytelnik 1981, ISBN 83-07-0045-7-8; tom II; Czytelnik 1989, ISBN 83-07-0142-1-2; wydanie całości: Oficyna Wydawnicza „Rytm” 1996, ISBN 83-85249-92-3; Wydawnictwo Zysk i S-ka 2021, ISBN 978-83-8202-216-2)
- Właśnie wróciłem (wybór reportaży; Iskry 1981, ISBN 83-20702-98-4; seria: „Biblioteka Literatury Faktu”)
- Zapowiada się ostra zima (opowieść; Iskry 1981, ISBN 83-20702-38-0)
- O kulawym diable i jego kulawym dziele (eseje; II obieg wydawniczy; Wydawnictwo Komitetu Kultury Niezależnej 1985)
- Złom żelazny, śmiech pokoleń (eseje; Libella, Paryż 1987; II obieg wydawniczy: „S” 1987, Pokolenie 1989)
- Brzemię białego człowieka (tom II; Czytelnik 1989, ISBN 83-07-0142-1-2; wydanie całości: Oficyna Wydawnicza „Rytm” 1996, ISBN 83-85249-92-3)
- Paradoks niewoli (publicystyka; II obieg wydawniczy; Wers 1989)
- Polityka w sercu Europy (publicystyka; Oficyna Wydawnicza „Rytm” 1995, ISBN 83-86-6780-9-7)

## Przekłady
- Louis E. Lomax, Bunt Murzynów (Iskry 1966, seria: „Świat się zmienia”)
- Super-Ameryka. Szkice o kulturze i obyczajach, t. I–II (współautor tłumaczenia; wespół z Wiesławem Górnickim, Danielem Passentem i Ewą Życieńską; wybór Wiesław Górnicki, Jerzy Kossak; Państwowy Instytut Wydawniczy 1970; seria: „Plus Minus Nieskończoność”)
- Farley Mowat, Ginące plemię (wespół z Lechem Jęczmykiem; Iskry 1972, seria: „Naokoło świata”; Muza 1997, ISBN 83-70-7981-8-7)

## Prace edytorskie i redakcyjne
- 44 opowiadania prawdziwe (autor wyboru; Iskry 1967)
- Ahmadou Kourouma, Fama Dumbuya, najprawdziwszy Dumbuya na białym koniu (autor wstępu; przekł. Zbigniew Stolarek; ilustr. Jerzy Jaworowski; Państwowy Instytut Wydawniczy 1975)
- Hanna Krall, Trudności ze wstawaniem (autor posłowia; II obieg wydawniczy: Pokolenie 1988; wydanie pt.: Trudności ze wstawaniem. Okna, Alfa 1990, ISBN 83-70-0130-0-7; seria: „Z Tukanem”)
- Zbigniew Brzeziński, Wielka szachownica: główne cele polityki amerykańskiej (autor przedmowy; przekł. Tomasz Wyżyński; Świat Książki 1998, ISBN 83-71-2974-1-6)